# Malcolm St. Clair (réalisateur)
Pour les articles homonymes, voir Malcolm St. Clair.
Malcolm St. Clair est un réalisateur, acteur, scénariste et producteur américain né le 17 mai 1897 à Los Angeles, mort le 1er juin 1952 à Pasadena (Californie).

## Filmographie

### Comme réalisateur
- 1919 : The Little Widow
- 1919 : No Mother to Guide Him
- 1919 : Rip & Stitch: Tailors
- 1920 : He Loved Like He Lied
- 1920 : Don't Weaken!
- 1921 : The Night Before
- 1921 : Wedding Bells Out of Tune
- 1921 : Sweetheart Days
- 1921 : Malec l'insaisissable (The Goat)
- 1921 : Call a Cop
- 1921 : Bright Eyes
- 1922 : Malec forgeron (The Blacksmith)
- 1922 : Their First Vacation
- 1922 : Twin Husbands
- 1922 : Entertaining the Boss
- 1922 : Keep 'Em Home
- 1923 : Fighting Blood
- 1923 : Christmas
- 1923 : The Knight in Gale
- 1923 : The Knight That Failed
- 1923 : Six Second Smith
- 1923 : Some Punches and Judy
- 1923 : Gall of the Wild
- 1923 : The End of a Perfect Fray
- 1923 : Judy Punch
- 1924 : George Washington, Jr.
- 1924 : Julius Sees Her
- 1924 : When Knighthood Was in Tower
- 1924 : Money to Burns
- 1924 : King Leary
- 1924 : Sherlock's Home
- 1924 : For the Love of Mike
- 1924 : Square Sex
- 1924 : Bee's Knees
- 1924 : Find Your Man
- 1924 : Le Phare qui s'éteint (The Lighthouse by the Sea)
- 1925 : Une affaire mystérieuse (On Thin Ice)
- 1925 : Le Calvaire des divorcés (Are Parents People?)
- 1925 : After Business Hours
- 1925 : Lorsqu'on est trois (The Trouble with Wives)
- 1925 : La Comtesse Voranine (A Woman of the World)
- 1926 : The Grand Duchess and the Waiter
- 1926 : Au suivant de ces messieurs (A Social Celebrity)
- 1926 : Good and Naughty
- 1926 : Moi (The Show Off)
- 1926 : Ménages modernes (The Popular Sin)
- 1927 : Knockout Reilly
- 1927 : Un déjeuner au soleil  (Breakfast at Sunrise)
- 1928 : Gentlemen Prefer Blondes
- 1928 : Sporting Goods
- 1928 : Beau Broadway
- 1928 : Quand la flotte atterrit (The Fleet's In)
- 1929 : Le Meurtre du canari (The Canary Murder Case)
- 1929 : Le Dernier Voyage (Side Street)
- 1929 : Quel phénomène ! (Welcome Danger) (non crédité)
- 1929 : La Combine (Night Parade)
- 1930 : Montana Moon
- 1930 : Dangerous Nan McGrew
- 1930 : La Bande fantôme (Remote Control)
- 1930 : The Boudoir Diplomat
- 1933 : Olsen's Big Moment
- 1933 : Goldie Gets Along
- 1936 : Sous le masque (Crack-Up)
- 1937 : Time Out for Romance
- 1937 : Casse-cou (en) (Born Reckless)
- 1937 : She Had to Eat
- 1937 : Dangerously Yours
- 1938 : A Trip to Paris
- 1938 : Safety in Numbers
- 1938 : Down on the Farm
- 1939 : Everybody's Baby
- 1939 : The Jones Family in Hollywood
- 1939 : Quick Millions
- 1940 : Young as You Feel
- 1940 : Meet the Missus
- 1942 : The Bashful Bachelor
- 1942 : The Man in the Trunk
- 1942 : Over My Dead Body
- 1943 : Two Weeks to Live
- 1943 : Les Rois de la blague (Jitterbugs)
- 1943 : Maîtres de ballet (The Dancing Masters)
- 1943 : Swing Out the Blues
- 1944 : Le Grand Boum (The Big Noise)
- 1945 : Laurel et Hardy toréadors (The Bullfighters)
- 1948 : Arthur Takes Over
- 1948 : Fighting Back

### Comme acteur
- 1916 : His Last Laugh
- 1916 : His Bread and Butter d'Edward F. Cline
- 1916 : The Three Slims
- 1916 : A la Cabaret
- 1916 : Les deux hurluberlus (Dollars and Sense)
- 1917 : Her Circus Knight : The Tall Trainer
- 1917 : The Camera Cure
- 1917 : Skidding Hearts
- 1917 : An Innocent Villain
- 1917 : Lost: A Cook
- 1917 : Their Domestic Deception
- 1917 : His Baby Doll, de Harry Williams
- 1918 : Two Scrambled
- 1919 : Yankee Doodle in Berlin : The Crown Prince
- 1919 : Why Beaches Are Popular
- 1921 : Malec l'insaisissable (The Goat), de Buster Keaton et lui-même : Dead Shot Dan
- 1926 : Fascinating Youth : Guest

### Comme scénariste
- 1930 : Montana Moon
- 1921 : Malec l'insaisissable (The Goat)
- 1922 : Malec forgeron (The Blacksmith)
- 1929 : Le Dernier Voyage (Side Street)

### Comme producteur
- 1926 : Moi (The Show Off)
- 1927 : Knockout Reilly